# أريغارون باتاغوني
أريغارون باتاغوني (الاسم العلمي:Erigeron patagonicus) هو نوع من النباتات يتبع جنس الأريغارون من الفصيلة النجمية.